# Cherilyn Mackrory
Cherilyn Mackrory (née Williams, le 3 juin 1976) est une femme politique du Parti conservateur britannique, qui est députée de Truro et Falmouth de 2019 à 2024. Elle est également conseillère au Conseil de Cornwall pour le quartier St Mewan.

## Biographie
Elle est née en 1976 et grandit à Scarborough, dans le Yorkshire du Nord.
Mackory est élue conseillère conservateur du conseil de Cornwall pour le quartier St Mewan en mai 2017.
En novembre 2019, à la confirmation d'une élection générale, Mackory est choisie pour être candidate du Parti conservateur dans la circonscription de Truro et Falmouth, après que la députée sortante, Sarah Newton, ait annoncé qu'elle ne serait pas candidate.
En décembre, Mackrory est élue député avec une majorité de 4 561 voix et une part de 46% des voix.